# Klaus-Dieter Kuhnert
Klaus-Dieter Kuhnert (* 20. Januar 1954 in Bückeburg) ist ein deutscher Robotiker und Hochschullehrer. Kuhnert ist Professor an der Universität Siegen und war von 1996 bis 2019 Leiter des Instituts für Echtzeit-Lernsysteme.
Er ist ein Pionier des autonomen Fahrens, sowohl auf der Straße (on road) als auch im Gelände (off road). Zudem führte er Verfahren zum Rechnerlernen in die mobile Robotik ein.

## Leben
Kuhnert studierte von 1974 bis 1981 technische Informatik an der RWTH Aachen.
1981–1982 als wissenschaftlicher Mitarbeiter am Uniklinikum Aachen schloss er die Entwicklung eines neuartigen Ganzkörper-Plethysmografen zur Messung der Lungenfunktion unter körperlicher Belastung ab.
1982–1988 als wissenschaftlicher Mitarbeiter an der Universität der Bundeswehr baute er zusammen mit Alfred Zapp das weltweit erste Fahrzeug, dass in der Lage war, mit fast 100 km/h autonom auf der Autobahn zu fahren.
1989–1990 war er Senior Researcher am R&D Center Yokohama / Mazda Motor Corporation und beschäftigte sich mit Arbeiten zur visuellen Präzisionsvermessung von Fahrzeugumgebungen, insbesondere unter Vibration.
1990–1996 realisierte er als Wissenschaftler am Technologiezentrum Nord, Unterlüß die visuelle Erkennung von Wertstoffen im Verbund mit anderen Sensoren durch neuronale Netze. Dies war die erste Wertstoff-Sortierungsanlage dieser Art in Europa.
Zwischen 1996 und 2019 war er Professor und Leiter des Institutes für Echtzeitlernsysteme an der Universität Siegen.

## Forschung

### Autonomes Fahren auf der Straße
Anfang der 1980er Jahre war die Rechnerleistung, die für die Echtzeit-Auswertung von Bildern zur Verfügung stand, sehr gering. Sie betrug ungefähr 1/1000000 der Leistung eines heutigen Mobiltelefons. So hat der verwendete 8080 Prozessor 0,4 MIPs. Ein heutiger Intel Core i7 hat dagegen 336000 MIPS.
Vier parallel arbeitende 8-bit Prozessoren in einem eigens entwickelten Rechner führten die komplette Bildauswertung durch. Die Parallelrechner BVV1 und BVV2 hatten einen speziell an die Bildverarbeitung angepassten inneren Aufbau (unter der Leitung von Volker Graefe et al., 1992). Die Algorithmen waren dem menschlichen Sehsystem nachempfunden und konnten zuverlässig die Markierungslinien auf der Autobahn erkennen. Nach ersten vorbereitenden Experimenten auf einem abgeschlossenen Gelände in Neubiberg wurde das Roboterfahrzeug (VaMoRs) auf einem noch nicht eröffneten Teilstück der bayrischen Autobahn erprobt. Dabei wurden im völlig autonomen Betrieb Geschwindigkeiten bis 96 km/h erreicht; zur damaligen Zeit ein Weltrekord. Diese Arbeiten ebneten den Weg für das europäische Forschungsprogramm Prometheus, dem ersten großen Versuch, das Autofahren vollständig zu automatisieren.
Auf dem gleichen Parallelrechner realisierte Kuhnert diverse Erkennungsverfahren zur relativen Lagebestimmung von Flugzeugen und verifizierte deren autonome Landung in Simulationen.

### Autonomes Fahren im Gelände
Auch bei der Erforschung des autonomen Fahrens im Gelände (autonomous offroad robotics) leistete Klaus-Dieter Kuhnert Pionierarbeit. Durch die große Vielfalt natürlicher Gelände- und Bebauungsformen muss ein autonomer, geländegängiger Roboter viele verschiedenartige Sensoren sowie ein erheblich größeres Verhaltensrepertoire besitzen.
Einen ersten Überblick über die damals beginnenden Forschungen gab er zusammen mit Karsten Berns in (Berns et al., 2011).
Experimentell sind eine ganze Reihe von Robotern am Institut für Echtzeit Lernsysteme entstanden. Varianten des modularen Roboterfahrzeuges AMOR gewannen mehrfach den europäischen Vergleich European Land-Robot Trial; 1. Preis bei der ELROB 2007; “ Autonomous scenario urban and non-urban”; Innovationspreis: „sensors and perception” bei der ELROB 2010.
Die verschiedenen Roboterfahrzeuge für agrarische Zwecke gewannen mehrmals den ersten Preis und diverse Teilpreise des Wettbewerbs für Agrarroboter.

### Lernende Roboter
Festprogrammierte Roboter besitzen ein vorhersagbares Verhalten. Dies erzwingt aber auch eine begrenzte Anpassungsfähigkeit.
Schon 1989 schlug Kuhnert ein künstliches neuronales Netz als Verfahren zum Erlernen der Straßenränder aus Bildern vor. Dafür erhielt er den ersten überhaupt vergebenen Nakamura-Preis der internationalen Konferenz für Roboter und Systeme.
Ein weiteres, simuliertes Roboterfahrzeug (zusammen mit Michael Krödel) war in der Lage durch Verstärkungslernen - ähnlich einem Menschen - das Fahren auf einem hügeligen Kurs mit minimalen Vorkenntnissen zu erlernen. Als Belohnung / Bestrafung fungierten die Rundenzeiten des Rundkurses und das Überfahren der Straßenränder. Aus diesen Rückmeldungen wurde dann vollständig die Bildinterpretation und die Regelung des Verhaltens erlernt.
Das Fahrzeug erreichte nach einer zweiwöchigen Lernphase eine mittlere Rundengeschwindigkeit von ca. 110 km/h und war damit annähernd so schnell wie ein vollständig austrainierter Mensch (135 km/h).
Ein anderer lernender Roboter zieht in einer simulierten Landschaft umher und kann im Nachhinein in vereinfachter, natürlicher Sprache über seine Erfahrungen befragt werden, um dann Auskunft über seine Erlebnisse zu geben.

## Auszeichnungen
- Best Paper Award „International Conference on Intelligent Robots and Systems“ IROS1989
- „Most influential paper of the decade award“, Research award of the International Association for Pattern Recognition / Workshop on Machine - Vision Applications, 1998
- 1. Preis bei der European Land Robot Trial (ELROB 2007); “Autonomous scenario urban and non-urban”[12]
- Innovationspreis: „sensors and perception“ bei der European Land Robot Trial (ELROB 2010)
- Best paper of Intelligent Robotics and Applications ICIRA 2012
- Max-Eyth-Förderpreises für Innovationen in der Agrar-Robotik 2013 (mit Klaus Müller)
- Mehrfache Teilnahme (2013, 2016) und erster Preis (2014, 2015) am Field robot event (europäischer Wettbewerb der Agrar-Robotik)

## Mitgliedschaften
- Vorstandsmitglied des NRW Zentrum für Sensorsysteme ZESS (bis 2019)
- Professor an der Chinesischen Akademie der Wissenschaften Shenyang seit 2011
- Dekan des International Joint Research Center for Robotics Chengdu seit 2016

## Veröffentlichungen
- Belastungs-Ganzkörperpletysmographie in 1. Lüdenscheider Arbeitsgespräch zur Belastungsdyspnoe. Werbegesellschaft und Verlag, Gedon und Reuss, 1982.
- mit H. Takahashi: High precision optical vibration measurement on a running car. in Proc. of the First International Conf. On Motion and Vibration Control, Yokohama, Japan, 1992.
- mit A. Zapp: Wissensgesteuerte Bildfolgeauswertung zur automatischen Führung von Straßenfahrzeugen in Echtzeit. In: Niemann, H. (eds) Mustererkennung 1985. Informatik Fachberichte, vol 107. Springer, Berlin, Heidelberg. DOI:10.1007/978-3-642-70638-7_21
- Zur Echtzeit-Bildfolgenanalyse mit Vorwissen. Dissertation, Fakultät für Luft- und Raumfahrttechnik der Universität der Bundeswehr München, 1988.
- mit V. Graefe: Vision-based autonomous road vehicles, Seiten 1–29. I. Masaki Vision based Vehicle Guidance. Springer Verlag, 1992.
- mit Karsten Berns, Christopher Armbrust: KI - Künstliche Intelligenz, Volume 25, Band 2, Mai 2011, Off-road Robotics. 2. März 2011, Off-road Robotics—An Overview; Übersichtsbeitrag veröffentlicht am 2. März 2011, Seiten: 109 - 116
- mit W. Seemann: Design and realisation of the highly modular and robust autonomous mobile outdoor robot AMOR. In The 13th IASTED International Conference on Robotics and Applications, Würzburg, Germany, August 29-31, 2007.
- Real-time suited road border recognition utilizing a neural network technique. In: Proc. IEEE/RSJ int. Workshop on intelligent Rotots and Systems, IROS 89, Seiten 358–363, Tsukaba, Japan, 1989.
- mit Saeid Sedighi, Duong-Van Nguyen: A New Method of Clothoid-Based Path Planning Algorithm for Narrow Perpendicular Parking Spaces; ICMRE'19: Proceedings of the 5th International Conference on Mechatronics and Robotics EngineeringFebruary 2019 Pages, Seiten 50–55, DOI:10.1145/3314493.3314512
- mit Klaus Müller, Ievgen Smielik, Jan-Marco Hütwohl, Stefanie Gierszewski, Klaudia Witte: The virtual lover - Variable and easy guided 3D fish animations as innovative tool in mate-choice experiments with sailfin mollies. I. Design and implementation. Current Zoology, Special Issue “Virtual Reality”, 2017
- mit Marco Langerwisch, Marc Steven Krämer, Bernardo Wagner: Construction of 3D Environment Models by Fusing Ground and Aerial Lidar Point Cloud Data in Intelligent Autonomous Systems 13, Kapitel 35, chapter DOI:10.1007/978-3-319-08338-4_35, Springer International Publishing Switzerland, 2016